# Entrepot aux sels

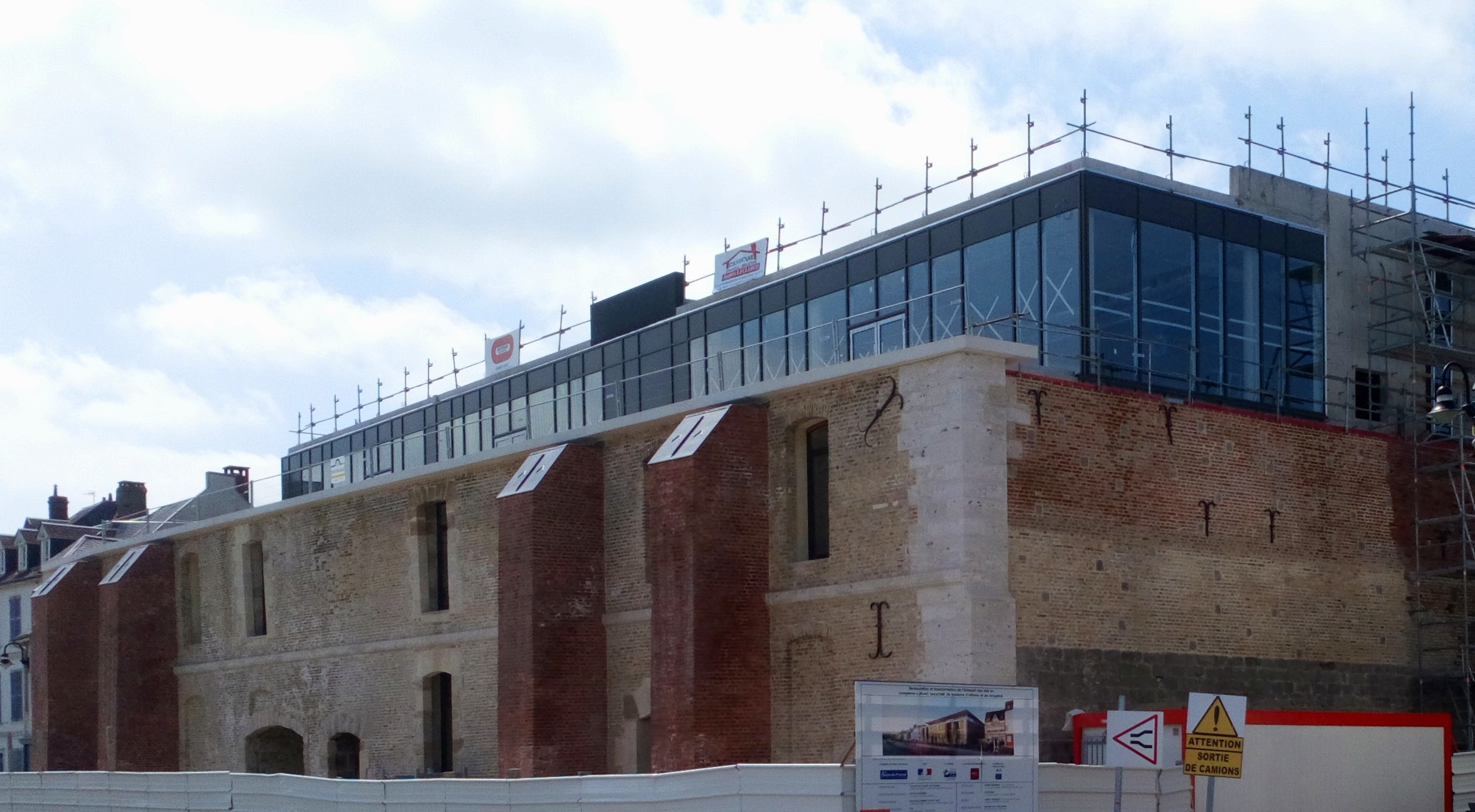
Entrepot aux sels in 2019

Het Entrepot aux sels of entrepot des sels is een bouwwerk in de stad Saint-Valery-sur-Somme, in het Franse departement Somme, gelegen aan de Quai Lejoille. De constructie van het gebouw begon in 1733 en duurde een jaar.

## Geschiedenis
Tijdens het ancien régime was in Frankrijk de handel in zout een staatsmonopolie. Er werd accijns op geheven en de handel in zout werd streng gecontroleerd. Het zout, dat door schepen werd aangevoerd, werd vanuit Saint-Valery verder vervoerd naar depots in de diverse provincies van Frankrijk. Het was François Lebaud die in 1733 een entrepot liet bouwen waarin het zout werd opgeslagen. In 1794 werd, ten gevolge van de Franse Revolutie, het staatsmonopolie opgeheven en verloor het gebouw zijn functie. Sindsdien kende het diverse eigenaren en bestemmingen, totdat het in 1982 door de gemeente werd aangekocht. Vanaf 2015 werd het gebouw gerestaureerd en kreeg een functie als centrum voor toerisme, bijeenkomsten en dergelijke.

## Gebouw
Het gebouw is 45,5 m lang, 12 m breed en 13 m hoog. Het kan 18 tot 20 kiloton zout bevatten, verdeeld over drie compartimenten. Het gebouw is uniek voor Frankrijk en werd in 1991 beschermd als monument historique.